# Championnat de France masculin de handball
Le Championnat de France masculin de handball est une compétition de handball qui représente en France le sommet de la hiérarchie du handball. La compétition se déroule annuellement sous forme d'un championnat mettant aux prises seize clubs professionnels (depuis la saison 2020-2021, succédant au championnat à 14 équipes). Une saison du championnat commence en été et se termine au printemps suivant. Le championnat est créé en 1952. Nommé « Nationale 1 » lors de sa création puis « Nationale 1A » à partir de 1985, le championnat prend le nom « Division 1 » (D1) en 1995. Depuis 2016, le championnat fait l'objet d'un naming : d'abord LIDL Starligue jusqu'en juin 2021, il prend ensuite le nom de Liqui Moly Starligue, un fabricant allemand d'huiles.
Le Montpellier Handball est le club le plus couronné avec quatorze titres de champion de France, devant le Paris Saint-Germain et ses 12 titres dont son onzième d'affilée en 2025.

## Histoire
Lorsque la Fédération française de handball est créée en 1941, c'est alors le handball à onze, qui se jouait à l'extérieur, qui est pratiqué. Le premier championnat de France est organisé en 1942, dans les deux zones, Nord et Sud, sous l'impulsion de Christian Picard. La compétition, notamment remportée à huit reprises par l'AS Police de Paris, disparaît au cours des années 1960 au profit du handball à sept joueurs en salle.
La première édition du championnat d'élite à sept joueurs en salle se tient lors de la saison 1952-1953 et est remportée par Villemomble-Sports. Le handball est alors en plein essor et l'ASP Police Paris, le Paris UC et l'ASPOM Bordeaux remportent deux titres chacun jusqu'en 1959. Les années 1960 sont dominées par l'US Ivry et le Stade Marseillais UC qui se partagent la plupart des titres durant cette décennie. Les deux décennies suivantes seront dominées successivement par le Stella Sports Saint-Maur et l'USM Gagny (5 titres entre 1972 et 1980 pour le premier et entre 1981 et 1987 pour le second). 
La fin des années 1980 est marquée par l'arrivée du professionnalisme, illustré par l'arrivée des stars yougoslaves Mile Isaković ou Mirko Bašić au cours de la saison 1988-1989. Cette saison est également marquée par le parcours en Coupe des vainqueurs de coupe de l'US Créteil, premier club français à atteindre une finale de Coupe d'Europe. Mais beaucoup de clubs ne parviennent pas à gérer cette professionnalisation qui conduit aux dépôts de bilan ou relégation administratives de plusieurs clubs majeurs du championnat dont l'USM Gagny, le Vénissieux handball (champion en 1992), l'USAM Nîmes (champion en 1990, 1991 et 1993) et l'OM Vitrolles (champion en 1994 et 1996).
Par conséquent, on note une alternance avec cinq champions différents entre 1992 et 1997. Parmi ceux-ci, on trouve le Montpellier Handball, qui, après une première victoire en 1995, va remporter 13 titres en 15 saisons entre 1998 et 2012. Chambéry est alors son principal concurrent, terminant onze fois à la deuxième place sur la même période pour un seul et unique titre en 2001. Cette domination montpelliéraine est complétée par la victoire en Ligue des champions en 2003, le Montpellier Handball devenant la première équipe française à remporter une Coupe d'Europe. 
Depuis 2013, le Paris Saint-Germain, grâce notamment à l'apport financier d'un fonds d'investissements qatarien lui permettant de devenir l'un des clubs les plus riches d'Europe, s'affirme comme la locomotive du handball français. Car s'il remporte en 2018 son 5e titre de champion de France en 6 ans, les clubs concurrents ont également haussé leur niveau de jeu, comme en témoigne la Ligue des champions 2017-2018, remportée pour la deuxième fois par le Montpellier Handball devant le HBC Nantes et le Paris Saint-Germain. Cet excellent résultat permet à la Starligue de devenir pour la première fois le premier championnat européen selon le classement annuel de l'EHF. Cette embellie ne fait toutefois pas long feu et le championnat retombe même au quatrième rang européen en 2023.
En 2024, le Paris Saint-Germain remporte son dixième titre consécutif (le onzième au total), Nikola Karabatic portant lui son total à 16 titres. La saison suivante, son frère Luka porte son total à 15 championnats remportés.

### Contexte économique
Jusqu'à la fin des années 2000, la compétition se déroule dans un relatif anonymat, mais trois faits marquants vont contribuer à le populariser : la domination sur la scène internationale de l'Équipe de France à partir des Jeux olympiques de 2008 à Pékin, la télédiffusion à partir de 2012 d'au moins un match par journée de championnat sur Canal+ Sport puis sur BeIn Sports et enfin l'ambition du Paris Saint-Germain (handball) marquée par l'arrivée de nombreux joueurs majeurs. Ainsi, la plupart des clubs du championnat voient leur budget augmenter d'année en année, leur permettant de rivaliser avec les autres clubs européens en Ligue des Champions ou en Coupe de l'EHF.
Dans le même temps, les affluences du championnat de France ont fortement augmenté et de nouvelles salles se construisent ou sont sur le point de le faire, comme à Montpellier ou à Aix-en-Provence. Des clubs décident aussi parfois de délocaliser certaines grandes affiches dans des salles plus grandes. Ainsi, en décembre 2014, le HBC Nantes bat le record d'affluence pour un match de championnat, avec plus de 10 750 spectateurs face au Paris Saint-Germain (handball). En décembre de l'année précédente, la Ligue nationale de handball organise le tout premier Hand Star Game au Palais omnisports de Paris-Bercy, un show réunissant les plus grandes vedettes de la compétition. Plus de 10 000 personnes y assistent. Enfin, le Championnat du monde 2017 organisé en France a permis de mettre en évidence un intérêt accru des français pour le handball.
Enfin, l'effondrement de la situation économique du handball espagnol, jusqu'ici considéré comme le deuxième meilleur dans la hiérarchie européenne, profite au championnat de France qui fait (re)venir certains joueurs issus du Championnat d'Espagne. En 2013, les dirigeants du handball français annoncent leur ambition de faire ainsi du championnat de France le meilleur au monde, devant le Championnat allemand.

### Classement EHF
Si la France a été deux années en tête du coefficient EHF en 2018 et 2019, elle a depuis baissé dans la hiérarchie des championnats européens, n'étant classée qu'au quatrième rang en 2023 pour la saison 2024-2025 de la Ligue des champions (C1) et au troisième pour la Ligue européenne (C3) :
| Rang                   | Championnat | Coeff. | Places |
| ---------------------- | ----------- | ------ | ------ |
| 1                      | Espagne     | 217,00 | 1      |
| 2                      | Allemagne   | 170,00 | 1      |
| 3                      | Pologne     | 156,67 | 1      |
| 4                      | France      | 140,33 | 1      |
| 5                      | Danemark    | 137,00 | 1      |
| 6                      | Hongrie     | 124,33 | 1      |
| 7                      | Biélorussie | 69,50  | 0      |
| 8                      | Portugal    | 61,67  | 1      |
| 9                      | Norvège     | 57,00  | 1      |
| 10                     | Ukraine     | 57,00  | 1      |
| 11 à 50 : aucune place |             |        |        |

| Rang               | Championnat | Coeff. | Places |
| ------------------ | ----------- | ------ | ------ |
| 1                  | Allemagne   | 147,67 | 4      |
| 2                  | Portugal    | 88,67  | 4      |
| 3                  | France      | 78,00  | 3      |
| 4                  | Espagne     | 70,33  | 3      |
| 5                  | Pologne     | 68,33  | 3      |
| 6                  | Croatie     | 67,67  | 3      |
| 7                  | Danemark    | 63,67  | 3      |
| 8                  | Suisse      | 62,67  | 3      |
| 9                  | Suède       | 55,00  | 3      |
| 10 à 18 : 2 places |             |        |        |
| 19 à 50 : 0 place  |             |        |        |

L'évolution du Coefficient EHF du championnat au cours des saisons est le suivant :
| 2002 | 2003 | 2004 | 2005 | 2006 | 2007 | 2008 | 2009 | 2010 | 2011 | 2012 |
| ---- | ---- | ---- | ---- | ---- | ---- | ---- | ---- | ---- | ---- | ---- |
| 10   | 7    | 6    | 4    | 4    | 3    | 5    | 5    | 4    | 3    | 3    |
| 2013 | 2014 | 2015 | 2016 | 2017 | 2018 | 2019 | 2020 | 2021 | 2022 | 2023 |
| 3    | 3    | 4    | 4    | 4    | 1    | 1    | 2    | 3    | 3    | 4    |

## Économie du championnat

### Droits TV
La LNH négocie et commercialise les droits de télévision et de partenariat du championnat de France de handball. Ceux-ci ont été attribués à plusieurs partenaires au cours des saisons :
- de 1985 à 2005, les droits TV sont accordés à Canal+
- de 2005 à 2008, les droits TV sont accordés à Eurosport[7] ;
- en avril 2008, les droits TV ont été attribués pour trois saisons à Orange sport, qui diffuse l'affiche principale pour 1 500 000 €, et à Eurosport, qui diffuse au minimum la deuxième affiche pour 500 000 €[7],[8] ;
- en 2011, le Groupe Canal+ obtient la diffusion des 3 compétitions majeures du handball masculin : le Trophée des champions, le Championnat et la Coupe de la Ligue jusqu'en 2015[9]. De ce fait, Canal+ possède la totalité des droits du handball masculin en France (Équipe de France, Ligue des champions, Championnat et coupe de la Ligue). Le but de cet unique diffuseur est d'entrevoir un développement médiatique semblable au Top 14 de rugby et de passer un cap concernant la notoriété. En effet, si les droits TV sont en baisse sur le plan financier, Canal+, via ses chaînes Canal+ Sport et Sport+, permet une meilleure visibilité et accessibilité du handball. Ainsi 1 match par journée de championnat ainsi qu'un minimum d'un match par tour de Coupe de la Ligue et de Trophée des Champions était diffusé sur Canal+ Sport, la retransmission étant précédée d'une émission de débat intitulée « Les spécialistes ». Sensible quant à la perspective d'offrir au handball une exposition en clair, la LNH a obtenu l'accord de Canal+ pour que France 3 puisse diffuser en décrochage régional 6 à 12 matchs par saison[10], même si, en pratique, très peu de rencontres ont finalement été retransmis.
- depuis la saison 2014-2015, le championnat est diffusé au rythme de deux matchs par journée par beIn Sports, qui avait déjà récupéré les droits de diffusion de la Ligue des champions et des compétitions des nations (championnats du monde et d'Europe). Les droits sont acquis pour 4 millions d'euros par an contre 1,2 million d'euros jusque-là[11]. De plus, pour la première fois, tous les matchs de chaque journée de championnat sont filmés en intégralité, permettant ainsi la diffusion de résumés de matchs lors du magazine Hand Action et de réaliser des classements de types plus beaux buts et plus beaux arrêts pour chaque journée. Au terme de la saison, les Trophées LNH 2015 sont diffusés la première fois diffusés en direct sur beIn Sports. En 2019, l'accord est prolongé de quatre saisons supplémentaires avec pour principale nouveauté le fait que beIn Sports diffusera désormais les 182 matchs de Starligue en direct et en intégralité, soit 130 matchs de plus par saison[12].

### Partenariats
Après Konica Minolta, Gerflor, Nexcare, la Tunisie et Select, Lidl devient partenaire officiel de la LNH le 31 août 2015. 
À partir du 1er juillet 2016, le partenariat avec l’enseigne de distribution allemande Lidl s'accompagne d'un changement de nom et de logo du championnat qui devient la Lidl Starligue, et d'un versement 1 million d'euro par an jusqu'en 2020. Lors de l'assemblée générale de la LNH du 14 juin 2016, les gérants de Lidl France déclaraient ne pas vouloir être de simples sponsors que l'on voit sur les maillots et les panneaux publicitaires dans les salles. Michel Biero, gérant des achats Lidl France expliquait, « Nous sommes là pour aller au-delà de la seule contrepartie de la visibilité, du logo sur le maillot. Nous souhaitons aller à la rencontre des supporters avec la mise en place de fan zones. Nous souhaitons promouvoir le handball, car les médias n’en parlent pas assez à nos yeux. Avec nos supports et notre force de communication, on va tout faire pour que les médias parlent du handball. On veut faire du bruit autour du handball ». Et Philippe Bernat-Salles, le président de la LNH, concluait sur ces mots: « Ce partenariat a pu en surprendre certains, mais je suis persuadé qu’il fera les beaux jours du handball. On est là pour travailler main dans la main ». La LNH fait ainsi partie des championnats avec naming, comme ceux de l'Allemagne (DKB Bundesliga), de l'Espagne (Liga ASOBAL Bauhaus), du Danemark (Jack and Jones Ligaen) ou encore des Balkans (Gazprom South Stream League).
Le 2 décembre 2020, la LNH annonce l'arrivée de Liqui Moly (de) comme nouveau partenaire de naming en remplacement de Lidl qui se désengage à partir de juin 2021. Liqui Moly, fabricant d'huiles allemand, a signé un contrat de naming de cinq ans.

D1 sans sponsor (2008-2016)
Lidl Starligue (2016-2021)
LiquiMoly Starligue (2021-...)

### Budgets et salaires
Confirmant une tendance qui dure depuis plus de dix ans avec une augmentation de +227 % entre 2004, année de création de la LNH, et 2015, le budget 2017-2018 des clubs progresse encore en moyenne de 6,9 % par rapport à la saison 2016-2017, même si cette augmentation moyenne provient surtout du budget du Paris Saint-Germain qui atteint 16,55 M€ cette saison. Ainsi, le budget médian, plus significatif car non affecté par l'écart entre le PSG et ses poursuivants, s'établit quant à lui à 4,03 M€ et également en augmentation. Onze des quatorze clubs du championnat voient leur budget augmenter, la plus forte progression étant réalisée par le Pays d'Aix Université Club handball (+34,7 %)
Lors la saison 2015-2016, les 218 joueurs professionnels (contre 208 en 2014-15) avaient un salaire médian, en augmentation comme les budgets, de 5 453 € (contre 4 821 € en 2014-15).
Pour la saison 2022-2023, les budgets prévisionnels et les masses salariales des clubs, au 15 avril 2022 et exprimés en millions d'euros, sont de, :
| Clubs                               | Statut juridique        | Budgets  | Budgets         | Budgets   | Budgets  | Masse salariale | Masse salariale |
| Clubs                               | Statut juridique        | 2022-23  | Évolution       | Évolution | 2021-22  | 2022-23         | % du budget     |
| ----------------------------------- | ----------------------- | -------- | --------------- | --------- | -------- | --------------- | --------------- |
| Paris Saint-Germain Handball        | SASP                    | 16,36 M€ | en diminution   | -8,1 %    | 17,81 M€ | 7,78 M€         | 47,6 %          |
| Montpellier Handball                | SAS                     | 8,63 M€  | en augmentation | 11,2 %    | 7,76 M€  | 3,37 M€         | 39,0 %          |
| Handball Club de Nantes             | SASU                    | 8,20 M€  | en augmentation | 4,5 %     | 7,85 M€  | 4,05 M€         | 49,4 %          |
| Pays d'Aix Université Club handball | EUSRL                   | 6,10 M€  | en augmentation | 5,5 %     | 5,78 M€  | 2,64 M€         | 43,3 %          |
| USAM Nîmes Gard                     | SASU                    | 5,70 M€  | en augmentation | 13,1 %    | 5,04 M€  | 2,47 M€         | 43,3 %          |
| Limoges Handball                    | SAS                     | 5,24 M€  | en augmentation | 22,1 %    | 4,29 M€  | 2,46 M€         | 46,9 %          |
| Dunkerque Handball Grand Littoral   | EUSRL                   | 4,47 M€  | en augmentation | 5,4 %     | 4,24 M€  | 2,13 M€         | 47,7 %          |
| Chambéry Savoie Mont Blanc Handball | SASP                    | 4,45 M€  | en augmentation | 10,4 %    | 4,03 M€  | 1,89 M€         | 42,5 %          |
| Cesson Rennes Métropole Handball    | SASU                    | 3,99 M€  | en augmentation | 9,6 %     | 3,64 M€  | 1,86 M€         | 46,6 %          |
| Saint-Raphaël Var Handball          | SAOS                    | 3,93 M€  | en diminution   | -2,7 %    | 4,04 M€  | 2,16 M€         | 55,0 %          |
| C' Chartres Métropole handball      | SAS                     | 3,80 M€  | en augmentation | 3,5 %     | 3,67 M€  | 1,95 M€         | 51,3 %          |
| Fenix Toulouse Handball             | SASP                    | 3,52 M€  | en augmentation | 7,3 %     | 3,28 M€  | 1,65 M€         | 46,9 %          |
| Union sportive de Créteil handball  | SEMSL                   | 3,20 M€  | en augmentation | 4,6 %     | 3,06 M€  | 1,34 M€         | 41,9 %          |
| Union sportive d'Ivry Handball      | Asso. 1901              | 2,90 M€  | en augmentation | ? %       | ?M€      | 1,42 M€         | 49,0 %          |
| Istres Provence Handball            | Asso. 1901              | 2,85 M€  | en augmentation | 10,5 %    | 2,58 M€  | 1,41 M€         | 49,5 %          |
| Sélestat Alsace Handball            | SASP                    | 2,44 M€  | en augmentation | ? %       | ?M€      | 1,02 M€         | 41,8 %          |
| Budget moyen                        | Budget moyen            | 5,36 M€  | en augmentation | 3,7 %     | 5,17 M€  | 2,47 M€         | 46,1 %          |
| Budget moyen (hors PSG)             | Budget moyen (hors PSG) | 4,63 M€  | en augmentation | 7,2 %     | 4,32 M€  | 2,01 M€         | 43,4 %          |

*Les moyennes 2021-2022 sont celles calculées pour la saison 2021-2022, et non pas la moyenne des budgets 2021-2022 des clubs de cette saison.

## Palmarès
Le palmarès du Championnat de France masculin de handball est, :
| Saison       | Clubs       | Champion                  | Vice-champion             |
| Nationale 1  | Nationale 1 | Nationale 1               | Nationale 1               |
| ------------ | ----------- | ------------------------- | ------------------------- |
| 1952-1953    | 16 (PF)     | Villemomble-Sports        | ASP Police                |
| 1953-1954    | ?           | ASP Police Paris          | ?                         |
| 1954-1955    | ?           | ASP Police Paris          | ?                         |
| 1955-1956,   | ?           | Paris UC                  | ASPOM Bordeaux            |
| 1956-1957    | ?           | ASPOM Bordeaux            | ASP Police ou FC Sochaux  |
| 1957-1958    | ?           | ASPOM Bordeaux            | Paris UC                  |
| 1958-1959,   | ?           | Paris UC                  | Girondins de Bordeaux     |
| 1959-1960    | 16          | AS Mulhouse               | US Ivry                   |
| 1960-1961    | ?           | Bataillon de Joinville    | Paris UC                  |
| 1961-1962,   | ?           | Paris UC                  | ASP Police Paris          |
| 1962-1963    | 20          | US Ivry                   | Stella Sports Saint-Maur  |
| 1963-1964    | 20          | US Ivry                   | ASP Police Paris          |
| 1964-1965    | 24          | Stade Marseillais UC      | ASP Police Paris          |
| 1965-1966    | 24          | US Ivry                   | Paris UC                  |
| 1966-1967    | 32          | Stade Marseillais UC      | ASP Police Paris          |
| 1967-1968    | 32          | Stella Sports Saint-Maur  | US Ivry                   |
| 1968-1969    | 16          | Stade Marseillais UC      | Stella Sports Saint-Maur  |
| 1969-1970    | 16          | US Ivry                   | Cercle Sportif Laïc Dijon |
| 1970-1971    | 20          | US Ivry                   | Stella Sports Saint-Maur  |
| 1971-1972    | 20          | Stella Sports Saint-Maur  | Paris UC                  |
| 1972-1973    | 20          | Cercle Sportif Laïc Dijon | Paris UC                  |
| 1973-1974    | 20          | Paris UC                  | Stella Sports Saint-Maur  |
| 1974-1975    | 20          | Stade Marseillais UC      | Paris UC                  |
| 1975-1976    | 20          | Stella Sports Saint-Maur  | RP Strasbourg-Meinau      |
| 1976-1977    | 20          | RP Strasbourg-Meinau      | ASPTT Metz                |
| 1977-1978    | 20          | Stella Sports Saint-Maur  | Cercle Sportif Laïc Dijon |
| 1978-1979    | 20          | Stella Sports Saint-Maur  | Cercle Sportif Laïc Dijon |
| 1979-1980    | 20          | Stella Sports Saint-Maur  | USM Gagny                 |
| 1980-1981    | 16          | USM Gagny                 | Cercle Sportif Laïc Dijon |
| 1981-1982    | 16          | USM Gagny                 | US Ivry                   |
| 1982-1983    | 16          | US Ivry                   | Stade Marseillais UC      |
| 1983-1984    | 16          | Stade Marseillais UC      | USM Gagny                 |
| Nationale 1A |             |                           |                           |
| 1984-1985    | 10          | USM Gagny                 | Stella Sports Saint-Maur  |
| 1985-1986    | 10          | USM Gagny                 | USAM Nîmes                |
| 1986-1987    | 12          | USM Gagny                 | USAM Nîmes                |
| 1987-1988    | 12          | USAM Nîmes                | US Créteil                |
| 1988-1989    | 12          | US Créteil                | USAM Nîmes 30             |

| Saison                  | Clubs | Champion             | Vice-champion              |
| ----------------------- | ----- | -------------------- | -------------------------- |
| 1989-1990               | 12    | USAM Nîmes 30        | HB Vénissieux 85           |
| 1990-1991               | 12    | USAM Nîmes 30        | HB Vénissieux 85           |
| 1991-1992               | 12    | HB Vénissieux 85     | OM Vitrolles               |
| 1992-1993               | 12    | USAM Nîmes 30        | OM Vitrolles               |
| Nationale 1 Performance |       |                      |                            |
| 1993-1994               | 16    | OM Vitrolles         | USAM Nîmes 30              |
| 1994-1995               | 14    | Montpellier Handball | OM Vitrolles               |
| Division 1              |       |                      |                            |
| 1995-1996               | 14    | OM Vitrolles         | PSG Asnières               |
| 1996-1997               | 14    | US Ivry              | US Créteil                 |
| 1997-1998               | 14    | Montpellier Handball | SO Chambéry                |
| 1998-1999               | 14    | Montpellier Handball | SO Chambéry                |
| 1999-2000               | 14    | Montpellier Handball | SO Chambéry                |
| 2000-2001               | 14    | SO Chambéry          | Montpellier Handball       |
| 2001-2002               | 15    | Montpellier Handball | SO Chambéry                |
| 2002-2003               | 14    | Montpellier Handball | Chambéry Savoie Handball   |
| 2003-2004               | 14    | Montpellier Handball | US Créteil                 |
| 2004-2005               | 14    | Montpellier Handball | Paris Handball             |
| 2005-2006               | 14    | Montpellier Handball | Chambéry Savoie Handball   |
| 2006-2007               | 14    | US Ivry              | Montpellier Handball       |
| 2007-2008               | 14    | Montpellier AHB      | Chambéry Savoie Handball   |
| 2008-2009               | 14    | Montpellier AHB      | Chambéry Savoie Handball   |
| 2009-2010               | 14    | Montpellier AHB      | Chambéry Savoie Handball   |
| 2010-2011               | 14    | Montpellier AHB      | Chambéry Savoie Handball   |
| 2011-2012               | 14    | Montpellier AHB      | Chambéry Savoie Handball   |
| 2012-2013               | 14    | Paris Saint-Germain  | Dunkerque HGL              |
| 2013-2014               | 14    | Dunkerque HGL        | Paris Saint-Germain        |
| 2014-2015               | 14    | Paris Saint-Germain  | Montpellier AHB            |
| 2015-2016               | 14    | Paris Saint-Germain  | Saint-Raphaël Var Handball |
| Starligue               |       |                      |                            |
| 2016-2017               | 14    | Paris Saint-Germain  | HBC Nantes                 |
| 2017-2018               | 14    | Paris Saint-Germain  | Montpellier Handball       |
| 2018-2019               | 14    | Paris Saint-Germain  | Montpellier Handball       |
| 2019-2020               | 14    | Paris Saint-Germain  | HBC Nantes                 |
| 2020-2021               | 16    | Paris Saint-Germain  | Montpellier Handball       |
| 2021-2022               | 16    | Paris Saint-Germain  | HBC Nantes                 |
| 2022-2023               | 16    | Paris Saint-Germain  | Montpellier Handball       |
| 2023-2024               | 16    | Paris Saint-Germain  | HBC Nantes                 |
| 2024-2025               | 16    | Paris Saint-Germain  | HBC Nantes                 |

## Bilans

### Tableau d'honneur (par club)
| Rang  | Club                        | Titres | Années victorieuses                                                                  |
| ----- | --------------------------- | ------ | ------------------------------------------------------------------------------------ |
| 1     | Montpellier Handball        | 14     | 1995, 1998, 1999, 2000, 2002, 2003, 2004, 2005, 2006, 2008, 2009, 2010, 2011 et 2012 |
| 2     | Paris Saint-Germain T       | 12     | 2013, 2015, 2016, 2017, 2018, 2019, 2020, 2021, 2022, 2023, 2024 et 2025             |
| 3     | Union sportive d'Ivry       | 8      | 1963, 1964, 1966, 1970, 1971, 1983, 1997 et 2007                                     |
| 4     | Stella Sports Saint-Maur    | 6      | 1968, 1972, 1976, 1978, 1979 et 1980                                                 |
| 5     | Stade Marseillais UC        | 5      | 1965, 1967, 1969, 1975 et 1984                                                       |
| 5     | USM Gagny                   | 5      | 1981, 1982, 1985, 1986 et 1987                                                       |
| 7     | Paris UC                    | 4      | 1956, 1959, 1962 et 1974                                                             |
| 7     | USAM Nîmes Gard             | 4      | 1988, 1990, 1991 et 1993                                                             |
| 9     | ASP Police Paris            | 2      | 1954 et 1955                                                                         |
| 9     | ASPOM Bordeaux              | 2      | 1957 et 1958                                                                         |
| 9     | OM Vitrolles                | 2      | 1994 et 1996                                                                         |
| 12    | Villemomble Sport           | 1      | 1953                                                                                 |
| 12    | AS Mulhouse                 | 1      | 1960                                                                                 |
| 12    | Bataillon de Joinville      | 1      | 1961                                                                                 |
| 12    | Cercle Sportif Laïc Dijon   | 1      | 1973                                                                                 |
| 12    | Racing Club de Strasbourg   | 1      | 1977                                                                                 |
| 12    | Union sportive de Créteil   | 1      | 1989                                                                                 |
| 12    | Vénissieux HB 85            | 1      | 1992                                                                                 |
| 12    | Stade olympique de Chambéry | 1      | 2001                                                                                 |
| 12    | Dunkerque HGL               | 1      | 2014                                                                                 |
| Total | Total                       | 73     | 1953-2025                                                                            |

### Statistiques (par club)
- Plus grand nombre de titres pour un club : 14 Montpellier Handball
- Plus grand nombre de titres consécutifs pour un club : 11 Paris Saint-Germain de 2015 à 2025
- Nombre de victoires par régions : 40 Île-de-France, 18 Occitanie, 7 Provence-Alpes-Côte d'Azur, 2 Grand Est, Nouvelle-Aquitaine et Auvergne-Rhône-Alpes, 1 Bourgogne-Franche-Comté
- Nombre de victoires par départements : 16 Val-de-Marne, 15 Paris, 15 Hérault, 7 Bouches-du-Rhône, 6 Seine-Saint-Denis, 4 Gard, 2 Gironde, 1 Haut-Rhin, Bas-Rhin, Côte-d'Or, Rhône, Savoie et Nord
- Plus grand nombre de titres consécutifs pour une région : 11 Île-de-France de 2015 à 2025
- Doublé Coupe de France-Championnat : 8 Montpellier Handball (1999, 2000, 2002, 2003, 2005, 2006, 2008, 2009) ; 3 Paris Saint-Germain (handball)  (2015, 2018, 2021) ; 1 ASPOM Bordeaux (1957), Stella Sports Saint-Maur (1978), USM Gagny (1987), US Créteil (1989), Vénissieux handball (1992)
- Doublé Coupe de la Ligue-Championnat : 4 Montpellier Handball (2005, 2006, 2008, 2010) et 3 Paris Saint-Germain (2017, 2018, 2019)
- Triplé Coupe de France-Coupe de la Ligue-Championnat : 4 Montpellier Handball (2005, 2006, 2008, 2010) et 1 Paris Saint-Germain (2018)
- Montpellier Handball est le seul club à avoir fait le triplé Coupe de France-Championnat de France et Ligue des Champions en 2003.
- Quadruplé Coupe de France-Championnat-Coupe de la ligue-Trophée des Champions : 1 Montpellier Handball (2012)
- Clubs ayant terminé la saison invaincu : USM Gagny (1987), OM Vitrolles (1996) et Paris Saint-Germain (2022)

### Tableau d'honneur (joueurs)
| Titres                                                                | Joueurs           | Saisons                                                                                           | Clubs                                       |
| --------------------------------------------------------------------- | ----------------- | ------------------------------------------------------------------------------------------------- | ------------------------------------------- |
| 16                                                                    | Nikola Karabatic  | 2002, 2003, 2004, 2005, 2010, 2011, 2012 ; 2016, 2017, 2018, 2019, 2020, 2021, 2022, 2023 et 2024 | Montpellier Handball et Paris S-G           |
| 15                                                                    | Luka Karabatic    | 2008, 2009, 2010, 2011, 2012 ; 2016, 2017, 2018, 2019, 2020, 2021, 2022, 2023, 2024 et 2025       | Montpellier Handball et Paris S-G           |
| 11                                                                    | Mladen Bojinović  | 2003, 2004, 2005, 2006, 2008, 2009, 2010, 2011, 2012 ; 2013 et 2015                               | Montpellier Handball et Paris S-G           |
| 10                                                                    | Laurent Puigségur | 1990 ; 1995, 1998, 1999, 2000, 2002, 2003, 2004, 2005 et 2006                                     | USAM Nîmes et Montpellier Handball          |
| 10                                                                    | Michaël Guigou    | 2002, 2003, 2004, 2005, 2006, 2008, 2009, 2010, 2011 et 2012                                      | Montpellier Handball                        |
| 10                                                                    | Samuel Honrubia   | 2005, 2006, 2008, 2009, 2010, 2011, 2012 ; 2013, 2015 et 2016                                     | Montpellier Handball et Paris S-G           |
| 10                                                                    | Thierry Omeyer    | 2002, 2003, 2004, 2005, 2006 ; 2015, 2016, 2017, 2018 et 2019                                     | Montpellier Handball et Paris S-G           |
| 9                                                                     | Grégory Anquetil  | 1995, 1998, 1999, 2000, 2002, 2003, 2004, 2005 et 2006                                            | Montpellier Handball                        |
| 9                                                                     | Andrej Golić      | 1995, 1998, 1999, 2000, 2002, 2003, 2004, 2005 et 2006                                            | Montpellier Handball                        |
| 9                                                                     | Franck Junillon   | 1998, 1999, 2000, 2002, 2003, 2004, 2005, 2006 et 2008                                            | Montpellier Handball                        |
| 9                                                                     | Daouda Karaboué   | 1995, 1998, 1999, 2000, 2005, 2006, 2008, 2009 et 2010                                            | Montpellier Handball                        |
| 9                                                                     | William Accambray | 2006, 2008, 2009, 2010, 2011, 2012 ; 2015, 2016 et 2017                                           | Montpellier Handball et Paris S-G           |
| 9                                                                     | Mikkel Hansen     | 2013, 2015, 2016, 2017, 2018, 2019, 2020, 2021 et 2022                                            | Paris S-G                                   |
| 8                                                                     | Damien Kabengele  | 1998, 1999, 2000, 2002, 2003, 2004, 2005 et 2006                                                  | Montpellier Handball                        |
| 8                                                                     | Luc Abalo         | 2007 ; 2013, 2015, 2016, 2017, 2018, 2019 et 2020                                                 | Union sportive d'Ivry Handball et Paris S-G |
| 8                                                                     | Mathieu Grébille  | 2010, 2011, 2012, 2021, 2022, 2023, 2024 et 2025                                                  | Montpellier Handball et Paris S-G           |
| 7                                                                     | Philippe Médard   | 1980, 1982, 1985, 1986, 1987, 1990 et 1991                                                        | Stella St-Maur, USM Gagny et USAM Nîmes     |
| 7                                                                     | Cédric Burdet     | 1998, 1999, 2000, 2002, 2003, 2008 et 2009                                                        | Montpellier Handball                        |
| 7                                                                     | Benoît Kounkoud   | 2015, 2016, 2017, 2018, 2019, 2020, 2021 et 2022                                                  | Paris S-G                                   |
| 7                                                                     | Adama Keita       | 2018, 2019, 2020, 2021, 2022, 2023 et 2024                                                        | Paris S-G                                   |
| 6                                                                     | Michel Paolini    | 1956, 1959, 1961 ; 1965, 1967 et 1969,                                                            | Paris UC et Stade Marseillais UC            |
| 6                                                                     | Thierry Perreux   | 1985, 1986, 1987 ; 1992 ; 1994 et 1996                                                            | USM Gagny, Vénissieux HB et OM Vitrolles    |
| 6                                                                     | David Juříček     | 2005, 2006, 2008, 2009, 2010 et 2011                                                              | Montpellier Handball                        |
| 6                                                                     | Wissem Hmam       | 2006, 2008, 2009, 2010, 2011 et 2012                                                              | Montpellier Handball                        |
| 6                                                                     | Didier Dinart     | 1998, 1999, 2000, 2002, 2003 ; 2013                                                               | Montpellier Handball et Paris S-G           |
| 6                                                                     | Kamil Syprzak     | 2020, 2021, 2022, 2023, 2024 et 2025                                                              | Paris S-G                                   |
| En italiques, les joueurs susceptibles de remporter un nouveau titre. |                   |                                                                                                   |                                             |

### Meilleurs buteurs de l'histoire
Les meilleurs buteurs de l'histoire du championnat de France sont, :
| Rang                                                                                               | Joueur             | Buts | Saisons | Moy.  | Club(s)                                 |
| -------------------------------------------------------------------------------------------------- | ------------------ | ---- | ------- | ----- | --------------------------------------- |
| 1                                                                                                  | Raphaël Caucheteux | 2642 | 21      | 125,8 | Montpellier HB et Saint-Raphaël VHB     |
| 2                                                                                                  | Valero Rivera      | 2046 | 13      | 157,4 | HBC Nantes                              |
| 3                                                                                                  | Nemanja Ilić       | 1733 | 12      | 144,4 | Toulouse                                |
| 4                                                                                                  | Baptiste Butto     | 1487 | 17      | 87,8  | Sélestat et Dunkerque                   |
| 5                                                                                                  | Dragan Gajić       | 1485 | 9       | 165,0 | Montpellier, Limoges                    |
| 6                                                                                                  | Mladen Bojinović   | 1402 | 15      | 93,5  | Montpellier, Paris SG et Tremblay       |
| 7                                                                                                  | Michaël Guigou     | 1386 | 21      | 66,0  | Montpellier, Nîmes                      |
| 8                                                                                                  | Guillaume Saurina  | 1352 | 11      | 123,4 | Villeurbanne, Nîmes, Chambéry et Nantes |
| 9                                                                                                  | Sébastien Bosquet  | 1349 | 17      | 79,4  | Dunkerque, Montpellier et Tremblay      |
| 10                                                                                                 | Matthieu Drouhin   | 1303 | 13      | 100,2 | Villefranche, Istres, Tremblay et Saran |
| 11                                                                                                 | Mikkel Hansen      | 1301 | 10      | 130,0 | Paris Saint-Germain                     |
| Statistiques au 11 juin 2025, en italiques les joueurs évoluant en D1 lors de la saison 2025-2026. |                    |      |         |       |                                         |

Remarques :
- En octobre 2011, Anouar Ayed le premier joueur à dépasser les 1 000 buts en Championnat[48]
- En mai 2021, Raphaël Caucheteux le premier joueur à dépasser les 2 000 buts en Championnat[49]. Il atteint la barre des 2 500 buts en octobre 2024[50] pour terminer sa carrière en juin 2025 avec 2 642 buts marqués en 502 matchs[47].
- Le record de buts marqués sur un match est de 19 réalisations par Benjamin Richert (Chambéry) en 2024 (19/25 dont 6/8 à 7 mètres)[51]. Il bat ainsi un record de vingt ans réalisé par Anouar Ayed en 2004 (17/17 dont 9/9 penalties) avec Toulouse puis par Raphaël Caucheteux en 2017 (17/19 dont 6/7 penalties) avec Saint-Raphaël. Derrière, on trouve notamment Valero Rivera, Nemanja Ilić et son frère Vanja à 16 buts puis Frédéric Volle avec un 15/16 (sans penalty) en 1995-96 avec l'OM Vitrolles et le Croate Igor Kos un 15/17 (dont 6 penalties) en 2003/2004 avec Livry-Gargan[52].

### Meilleurs joueurs et meilleurs buteurs
| Saison    | Meilleur joueur      | Club                          | Meilleur buteur                | Club                          | Buts |
| --------- | -------------------- | ----------------------------- | ------------------------------ | ----------------------------- | ---- |
| 1973-1974 | Non décerné          | Non décerné                   | Dino Chiavus                   | US Altkirch                   | ?    |
| 1974-1975 | Non décerné          | Non décerné                   | Dino Chiavus                   | US Altkirch                   | 118  |
| 1975-1976 | Non décerné          | Non décerné                   | ?                              | ?                             | ?    |
| 1976-1977 | Non décerné          | Non décerné                   | Daniel Donnet[réf. nécessaire] | ESM Gonfreville l'Orcher      | 138  |
| 1977-1978 | Non décerné          | Non décerné                   | ?                              | ?                             | ?    |
| 1978-1979 | Jean-Louis Legrand   | Stella Sports Saint-Maur      | Philippe Monneron              | ES Saint-Martin-d'Hères       | 139  |
| 1979-1980 | Jean-Louis Legrand   | Stella Sports Saint-Maur      | Philippe Monneron (2)          | ES Saint-Martin-d'Hères (2)   | 136  |
| 1980-1981 | Jean-Michel Geoffroy | CSL Dijon                     | Philippe Monneron (3)          | ES Saint-Martin-d'Hères (3)   | 116  |
| 1981-1982 | Éric Cailleaux       | USM Gagny                     | Patrick Persichetti            | US Ivry                       | 117  |
| 1982-1983 | Patrick Boullé       | US Ivry                       | Roland Indriliunas             | RC Strasbourg                 | 109  |
| 1983-1984 | Dominique Deschamps  | AC Boulogne-Billancourt       | Bernard Gaffet                 | SMUC Marseille                | 102  |
| 1984-1985 | Philippe Médard      | USM Gagny                     | Marc-Henri Bernard             | Stella Sports Saint-Maur      | 130  |
| 1985-1986 | ?                    | ?                             | Andrzej Tłuczyński (pl)        | US Créteil                    | 144  |
| 1986-1987 | ?                    | ?                             | Bernard Gaffet                 | Stade Marseillais UC          | 174  |
| 1987-1988 | ?                    | ?                             | Andrzej Tłuczyński (pl) (2)    | US Créteil                    | 148  |
| 1988-1989 | ?                    | ?                             | Frédéric Volle                 | USAM Nîmes 30                 | 154  |
| 1989-1990 | ?                    | ?                             | Marko Nenadić                  | US Dunkerque                  | 138  |
| 1990-1991 | ?                    | ?                             | Zlatko Saračević               | Girondins de Bordeaux HBC     | 169  |
| 1991-1992 | ?                    | ?                             | Marc Wiltberger                | Girondins de Bordeaux HBC (2) | 185  |
| 1992-1993 | ?                    | ?                             | Pepi Manaskov                  | US Créteil                    | 175  |
| 1993-1994 | ?                    | ?                             | Zlatko Portner                 | Vénissieux handball           | 220  |
| 1994-1995 | ?                    | ?                             | Olivier Maurelli               | Girondins de Bordeaux HBC (3) | 181  |
| 1995-1996 | ?                    | ?                             | ?                              | ?                             | ?    |
| 1996-1997 | ?                    | ?                             | Zlatko Saračević               | Istres Sports                 | ?    |
| 1997-1998 | Cédric Burdet        | Montpellier Handball          | Emmanuel Courteaux             | UMS Pontault-Combault         | 178? |
| 1998-1999 | Patrick Cazal        | Montpellier Handball          | Zoran Stojiljković             | PSG-Asnières                  | 157  |
| 1999-2000 | Bertrand Gille       | SO Chambéry                   | Irfan Smajlagić                | Livry-Gargan handball         | 174  |
| 2000-2001 | Bertrand Gille (2)   | SO Chambéry (2)               | Ciprian Beșta                  | Girondins de Bordeaux HBC (4) | 140  |
| 2001-2002 | Daniel Narcisse      | SO Chambéry (3)               | Irfan Smajlagić                | Livry-Gargan handball (2)     | 185  |
| 2002-2003 | Non décerné          | Non décerné                   | Eric Gull                      | SC Sélestat                   | 143  |
| 2003-2004 | Non décerné          | Non décerné                   | Volker Michel                  | SC Sélestat (2)               | 193  |
| 2004-2005 | Non décerné          | Non décerné                   | Guillaume Joli                 | Chambéry Savoie HB            | 164  |
| 2005-2006 | Heykel Megannem      | USAM Nîmes                    | Sébastien Bosquet              | US Dunkerque                  | 180  |
| 2006-2007 | Luc Abalo            | US Ivry                       | Ragnar Þór Óskarsson           | US Ivry                       | 168  |
| 2007-2008 | Mladen Bojinović     | Montpellier AHB (2)           | Mladen Bojinović               | Montpellier AHB               | 182  |
| 2008-2009 | Daniel Narcisse (2)  | Chambéry SH (3)               | Anouar Ayed                    | Toulouse Handball             | 166  |
| 2009-2010 | Nikola Karabatic     | Montpellier AHB (3)           | Guillaume Saurina              | USAM Nîmes Gard               | 178  |
| 2010-2011 | William Accambray    | Montpellier AHB (4)           | Baptiste Butto                 | US Dunkerque (2)              | 178  |
| 2011-2012 | Valero Rivera        | HBC Nantes                    | Guillaume Saurina (2)          | USAM Nîmes Gard (2)           | 162  |
| 2012-2013 | Nikola Karabatic (2) | Montpellier (5) et Pays d'Aix | Matthieu Drouhin               | Tremblay-en-France Handball   | 180  |
| 2013-2014 | Jérôme Fernandez     | Fenix Toulouse Handball       | Dragan Gajić                   | Montpellier AHB (2)           | 192  |
| 2014-2015 | Mikkel Hansen        | Paris Saint-Germain           | Mikkel Hansen                  | Paris Saint-Germain (2)       | 201  |
| 2015-2016 | Mikkel Hansen (2)    | Paris Saint-Germain (2)       | Mikkel Hansen (2)              | Paris Saint-Germain (3)       | 228  |
| 2016-2017 | Nikola Karabatic (3) | Paris Saint-Germain (3)       | Uwe Gensheimer                 | Paris Saint-Germain (4)       | 167  |
| 2017-2018 | Nikola Karabatic (4) | Paris Saint-Germain (4)       | Raphaël Caucheteux             | Saint-Raphaël VHB             | 167  |
| 2018-2019 | Melvyn Richardson    | Montpellier Handball (6)      | Raphaël Caucheteux (2)         | Saint-Raphaël VHB (2)         | 179  |
| 2019-2020 | Sander Sagosen       | Paris Saint-Germain (5)       | Raphaël Caucheteux (3)         | Saint-Raphaël VHB (3)         | 145  |
| 2020-2021 | Luc Steins           | Toulouse (2) et Paris SG (6)  | Dragan Gajić (2)               | Limoges Handball              | 233  |
| 2021-2022 | Luc Steins (2)       | Paris Saint-Germain (7)       | Dragan Gajić (3)               | Limoges Handball              | 228  |
| 2022-2023 | Luc Steins (3)       | Paris Saint-Germain (8)       | Nemanja Ilić                   | Fenix Toulouse Handball (2)   | 202  |
| 2023-2024 | Elohim Prandi        | Paris Saint-Germain (9)       | Kamil Syprzak                  | Paris Saint-Germain (5)       | 220  |
| 2024-2025 | Thibaud Briet        | HBC Nantes                    | Tom Pelayo                     | US Dunkerque                  | 241  |

## Handball à onze
Avant l'instauration du handball à sept joueurs et en salle, le handball se jouait à onze en extérieur sur un terrain de football.
Parallèlement à un Championnat féminin et une Coupe de France, un championnat de France a été organisé entre 1942 et 1958 :
| Année | Vainqueur                                  | Finaliste                                  | Score                                      |
| ----- | ------------------------------------------ | ------------------------------------------ | ------------------------------------------ |
| 1942  | Paris UC (1) (zone nord)                   | ?                                          | ? – ?                                      |
| 1942  | AS Cannes (1) (zone sud)                   | ?                                          | ? – ?                                      |
| 1943  | Stade niortais (1)                         | AS Montferrand                             | 6 – 4                                      |
| 1944  | Club français                              | Stade niortais                             | 4 – 3                                      |
| 1945  | Villemomble Sport (1)                      | Paris UC                                   | 7 – 5                                      |
| 1946  | Non disputé, seulement une Coupe de France | Non disputé, seulement une Coupe de France | Non disputé, seulement une Coupe de France |
| 1947  | Non disputé, seulement une Coupe de France | Non disputé, seulement une Coupe de France | Non disputé, seulement une Coupe de France |
| 1948  | AS Police de Paris (1)                     | Villemomble Sport                          | 5 – 1                                      |
| 1949  | Villemomble Sport (2)                      | Racing Club de France                      | 6 – 2                                      |
| 1950  | AS Police de Paris (2)                     | Villemomble Sport                          | 6 – 5                                      |
| 1951  | AS Police de Paris (3)                     | Livry-Gargan                               | 16 – 6,                                    |
| 1952  | AS Police de Paris (4)                     | Villemomble Sport                          | 15 – 11                                    |
| 1953  | Non disputé, seulement une Coupe de France | Non disputé, seulement une Coupe de France | Non disputé, seulement une Coupe de France |
| 1954  | AS Police de Paris (5)                     | ?                                          | ? – ?                                      |
| 1955  | AS Police de Paris (6)                     | ?                                          | ? – ?                                      |
| 1956  | AS Police de Paris (7)                     | ?                                          | ? – ?                                      |
| 1957  | AS Police de Paris (8)                     | ?                                          | ? – ?                                      |
| 1958  | AS Strasbourg (1)                          | FC Sochaux                                 | 17 – 12                                    |
| 1959  | AS Strasbourg (2)                          | ASPTT Marseille                            | 17 – 16                                    |

Remarque : en 1939, le Collège Chaptal aurait battu le Lycée du Mans (3-1) au Mans.

## Saison en cours

### Clubs participants
| \| Aix-en-P. Nîmes Chambéry Montpellier Dunkerque St-Raphaël Nantes Chartres Toulouse Cesson-Sévigné Limoges Istres Paris Créteil Ivry Tremblay \| Localisation des clubs engagés dans le championnat. · Le tenant du titre est en orange, les promus en vert. |
| Aix-en-P. Nîmes Chambéry Montpellier Dunkerque St-Raphaël Nantes Chartres Toulouse Cesson-Sévigné Limoges Istres Paris Créteil Ivry Tremblay |

Légende des couleurs
- Qualifié pour la Ligue des champions
- Qualifié pour la Ligue européenne
- Promu de Proligue

| Club                                | Classement 2023-2024 | Entraîneur           | Salle                                     | Capacité théorique | Saisons en D1 |
| ----------------------------------- | -------------------- | -------------------- | ----------------------------------------- | ------------------ | ------------- |
| Paris Saint-Germain                 | 1er                  | Raúl González        | Stade Pierre-de-Coubertin                 | 3 200              | 37e           |
| Handball Club de Nantes             | 2e                   | Grégory Cojean       | HArena                                    | 5 902              | 17e           |
| Montpellier Handball                | 3e                   | Érick Mathé          | Palais des sports René-Bougnol            | 2 900              | 31e           |
| Fenix Toulouse Handball             | 4e                   | Danijel Anđelković   | Palais des sports André-Brouat            | 3 850              | 29e           |
| Limoges Handball                    | 5e                   | Alberto Entrerríos   | Palais des sports de Beaublanc            | 3 902              | 5e            |
| Chambéry Savoie Mont Blanc Handball | 6e                   | Asier Antonio Marcos | Le Phare - Grand Chambéry                 | 4 423              | 31e           |
| USAM Nîmes Gard                     | 7e                   | Yann Balmossière     | Le Parnasse                               | 3 391              | 38e           |
| Pays d'Aix Université Club handball | 8e                   | Éric Forets          | Aréna du Pays d'Aix                       | 6 004              | 12e           |
| Saint-Raphaël Var Handball          | 9e                   | Benjamin Braux       | Palais des sports Jean-François-Krakowski | 2 500              | 18e           |
| Dunkerque Handball Grand Littoral   | 10e                  | Franck Maurice       | Stades de Flandres                        | 2 400              | 34e           |
| Cesson Rennes MHB                   | 11e                  | Sébastien Leriche    | Glaz Arena                                | 4 500              | 15e           |
| C' Chartres MHB                     | 12e                  | Nebojša Stojinović   | Le Colisée                                | 3 810              | 7e            |
| Union sportive d'Ivry               | 13e                  | Didier Dinart        | Gymnase Auguste-Delaune                   | 1 500              | 66e           |
| Union sportive de Créteil           | 14e                  | Christophe Esparre   | Palais des sports Robert-Oubron           | 2 398              | 36e           |
| Tremblay Handball                   | 1er SR de D2         | Chérif Hamani        | Palais des sports                         | 1 020              | 16e           |
| Istres Provence Handball            | finaliste de D2      | Gilles Derot         | Halle polyvalente                         | 1 400              | 65e           |

### Modalités de classement et de qualifications européennes
La Liqui Moly StarLigue est organisée en une poule unique de 16 clubs avec matchs allers - retours. Une équipe marque 2 points pour une victoire, 1 point pour un match nul et 0 point pour une défaite. Le titre de champion de Liqui Moly StarLigue est attribué à l'équipe qui obtient le plus de points à l'issue de la saison. Les deux équipes les moins bien classées à l'issue de la saison sont reléguées en Proligue.
En cas d'égalité entre deux ou plusieurs équipes à l'issue de la compétition, leur classement est établi en tenant compte des facteurs suivants :
1. Le nombre de points à l'issue de la compétition dans les rencontres ayant opposé les équipes à égalité entre elles ;
2. La différence entre les buts marqués et les buts encaissés dans les rencontres ayant opposé les équipes à égalité entre elles ;
3. Le plus grand nombre de buts marqués à l'extérieur dans les rencontres ayant opposé les équipes à égalité entre elles ;
4. La différence entre les buts marqués et les buts encaissés sur l'ensemble des rencontres de la compétition ;
5. Le plus grand nombre de buts marqués sur l'ensemble des rencontres de la compétition ;
6. Le plus grand nombre de buts marqués à l'extérieur sur l'ensemble des rencontres de la compétition ;
7. tirage au sort effectué par la Commission d'Organisation des Compétitions.

Conformément au règlement de la Fédération européenne de handball (EHF), le classement 2023 du coefficient EHF conduit aux modalités de qualification en coupes d'Europe suivantes pour la saison 2024-2025 :
- le champion de France est qualifié en Ligue des champions. Seul le club classé deuxième du championnat pourra candidater pour une place additionnelle en Ligue des champions.
- les deuxième, troisième et quatrième du championnat sont qualifiés en Ligue européenne. Le vainqueur de la Coupe de France n'obtient en revanche pas de qualification en coupe d'Europe. Seul le club classé cinquième du championnat pourra candidater pour une place additionnelle en Ligue européenne.